# Aníbal Jozami
Aníbal Alfredo Emilio Yazbeck Jozami (Buenos Aires, 1949) es un sociólogo y docente argentino especializado en Relaciones Internacionales. Desde 1997 es rector de la Universidad Nacional de Tres de Febrero (UNTREF). En el 2011 la Legislatura de la Ciudad de Buenos Aires lo declaró personalidad destacada de la Cultura por su aporte al crecimiento del Museo de la Universidad de Tres de Febrero (MUNTREF).

## Trayectoria profesional
Jozami, de ascendencia libanesa, fue docente de la Universidad de Buenos Aires (UBA), su alma mater, desde 1971 y durante 26 años con actividad solo interrumpida en el período de la última dictadura (1976-1983). Tuvo a su cargo las cátedras de Sociología Sistémica, Ciencias Políticas, Historia Social Argentina y Sociología de las Relaciones Internacionales, tanto en la UBA como en la Universidad Tecnológica Nacional y en la Universidad del Salvador.
Es, además, director general y fundador del Museo de la Universidad Nacional de Tres de Febrero (MUNTREF).
La República de Francia le otorgó en 1999 el título de Caballero de la Orden Nacional al Mérito y en 2011 el título de Caballero de la Orden Nacional del Mérito (Francia) Legión de Honor.

### Desempeño en cargos públicos
En 1989, con la asunción de Carlos Saúl Menem, fue designado vicepresidente de la Junta Nacional de Granos, pasó a ser interventor liquidador entre 1991 y 1995. 
En 1999, fue designado por el Poder Ejecutivo Nacional argentino como secretario de Políticas Universitarias del Ministerio de Educación.
En paralelo, entre 1998 y 2002 fue director del Banco de la Ciudad de Buenos Aires.
Entre 2000 y 2010 presidió el Instituto Internacional de la UNESCO para la Educación Superior en los países latinoamericanos y el Caribe.

### Aportes al arte y a la cultura
Desde 1973 es coleccionista de arte. En 2014 su colección privada fue expuesta en el Museo Lázaro Galdiano. En 2015, doce ministros de Cultura de países de América del Sur apoyaron su proyecto de la BIENALSUR (Bienalsur).
En 2016, el diario El País lo ubicó como una de los diez coleccionistas de arte iberoamericanos más importantes mientras se desarrollaba la muestra ARCO.